# Gewone dennenknopmot
De gewone dennenknopmot (Pseudococcyx turionella, synoniem: Blastesthia turionella) is een vlinder uit de familie bladrollers (Tortricidae). De wetenschappelijke naam is gepubliceerd in 1758 door Linnaeus in de tiende editie van Systema naturae
De soort komt voor in Europa.